# Parafasia
Parafasia é um tipo de erro na expressão da linguagem associado com a afasia e caracterizado pela produção involuntária de sílabas, palavras ou frases durante a fala. Os erros parafásicos são mais comuns em pacientes com formas fluentes de afasia e dividem-se em três formas: fonológicos (ou literais), neologistícos e verbais. As parafasias podem afetar a métrica, segmentos, número de sílabas ou ambos. Algumas parafasias mantêm a métrica sem segmentação e outras fazem o oposto. No entanto, a maior parte das parafasias afetam ambas de forma parcial.